# Hiroko Nagata
Hiroko Nagata (Tóquio, 8 de fevereiro de 1945 - Tóquio, 5 de fevereiro de 2011), por vezes erroneamente referida como Yoko Nagata, foi uma guerrilheira de esquerda radical japonesa, condenada por assassinato e sentenciada à morte no Japão. Nagata foi condenada por assassinar, ou participar do assassinato, de companheiros do Exército Vermelho Unido durante um expurgo, na província de Gunma, em fevereiro de 1972. Faleceu de câncer na Casa de Detenção de Tóquio.